# Roosendaal

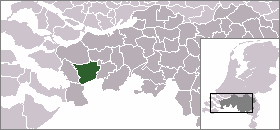
Roosendaals läge

Roosendaal är en kommun i provinsen Noord-Brabant i södra Nederländerna. Kommunens totala area är 107,21 km² (där 0,78 km² är vatten) och invånarantalet är 77 226 invånare (1 januari 2020).

## Järnvägsknut
Stadens järnvägsstation ligger dels längs Statsbana F men dels längs linje 12.

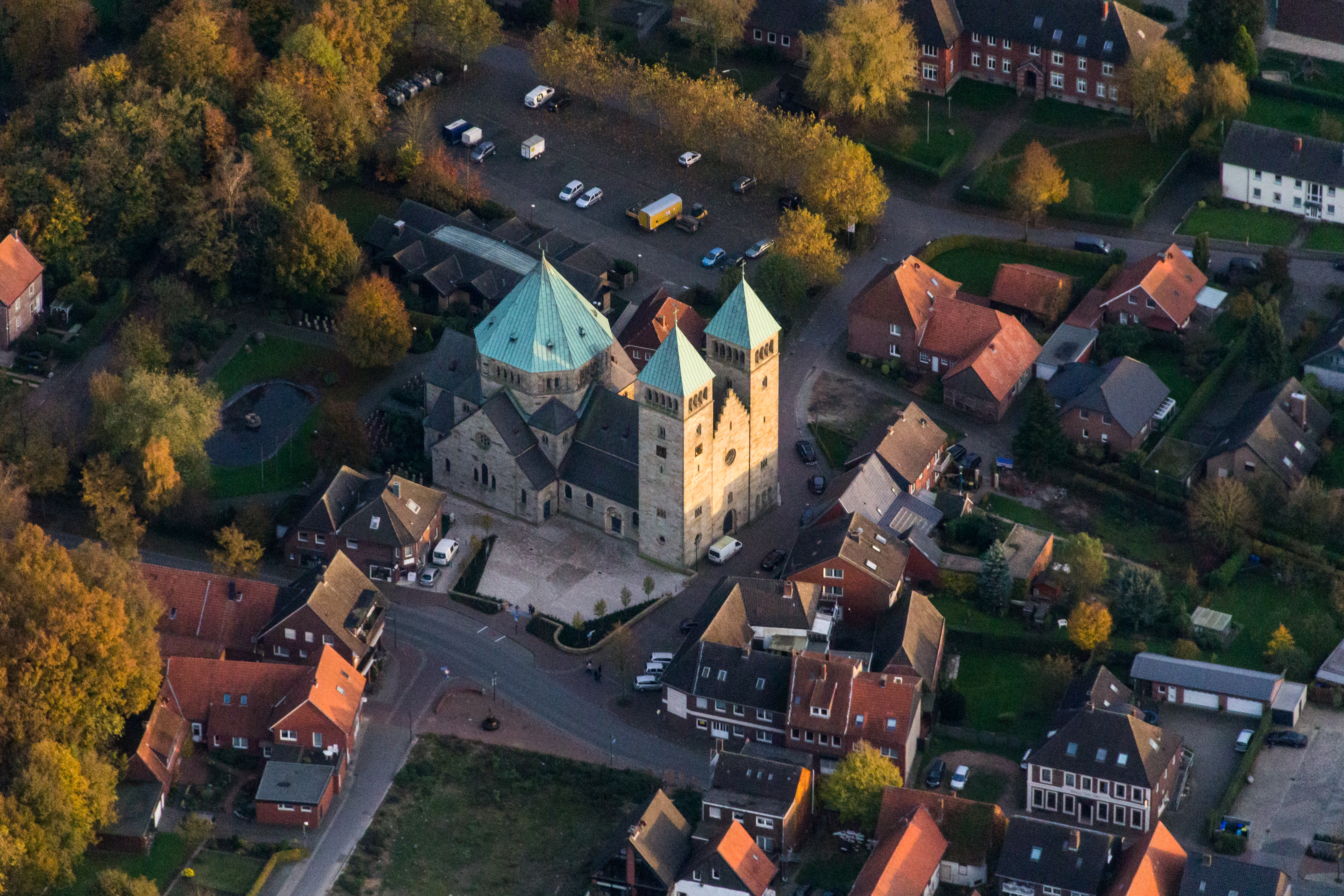
Ss.-Fabian-und-Sebastian-Church, Osterwick
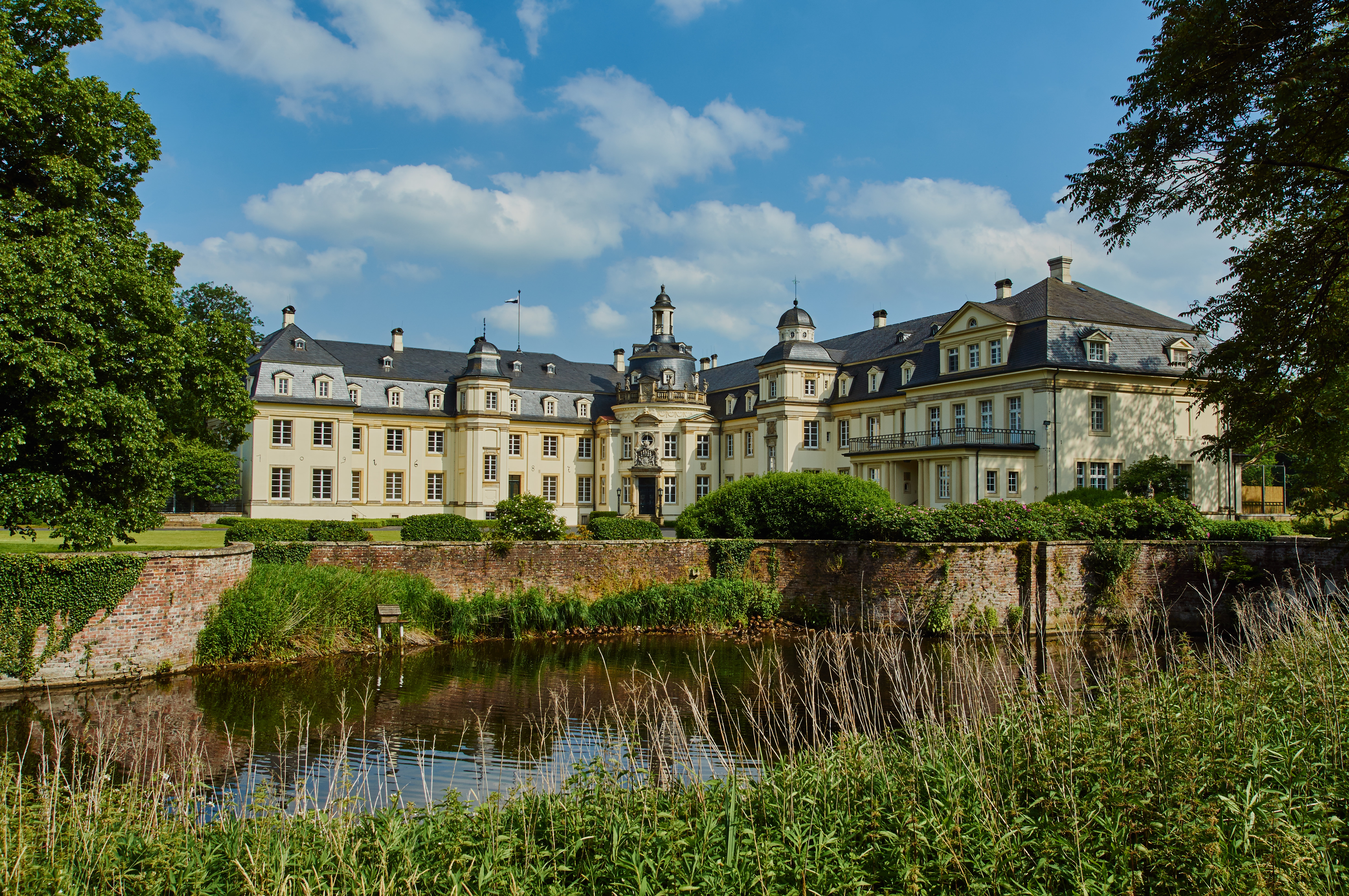
Palace Varlar